# Tingena grata
Tingena grata är en fjärilsart som först beskrevs av Alfred Philpott 1927d.  Tingena grata ingår i släktet Tingena och familjen praktmalar. Inga underarter finns listade i Catalogue of Life.